# Iliouchine Il-96
L'Iliouchine Il-96 est un avion de transport commercial long courrier russe réalisé par la société Iliouchine, et fabriqué dans l'usine de Voronej.

## Historique

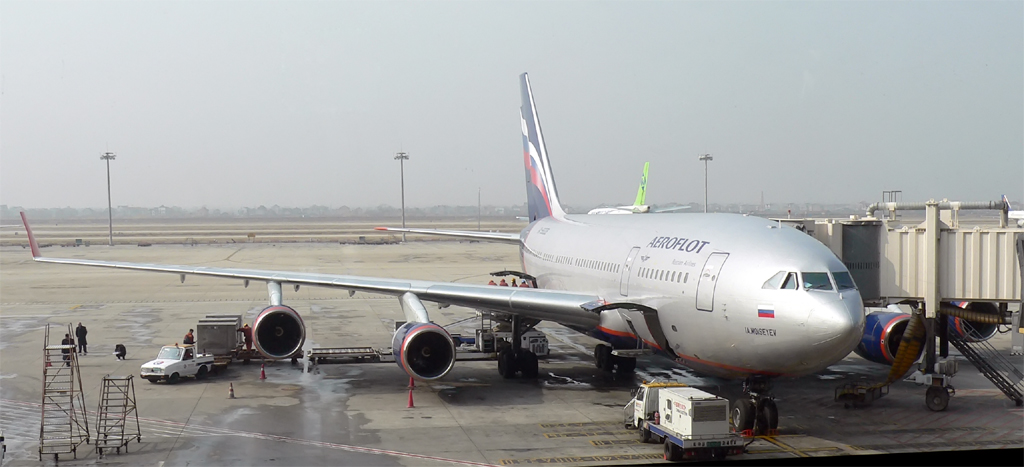
Iliouchine Il-96-300 sur l'aéroport de Shanghaï le 18 janvier 2006.

En 1986/1987 commencèrent l'étude et la réalisation de trois prototypes destinés aux essais en vol et deux cellules d'essai statiques et dynamiques.
Le premier vol du premier prototype, le SSSR-96000 eut lieu le 28 septembre 1988 sur l'aérodrome de Moscou-Touchino (appelé aussi Khodynka (en)), suivi du deuxième en novembre 1989. Le 29 décembre 1992, la version série de l'Il-96-300 fut certifiée à la fin des essais en vol. Cet avion fut le premier avion russe à ne pas recevoir de code OTAN. 
Aeroflot exploite six appareils sur différentes lignes internationales et intérieures.
Comparé à l'Iliouchine Il-86, il s'agit d'une conception entièrement nouvelle, même si les deux appareils se ressemblent beaucoup extérieurement. Le modèle Il-96 quadrimoteur se distingue par son envergure plus importante et sa dérive plus haute. De plus il possède des ailerettes. Il devait concurrencer la famille des Airbus A330/A340 sur le marché russe et remplacer les Iliouchine Il-62 vieillissants d'Aeroflot et des compagnies qui lui succédèrent à la suite de l'effondrement de l'Union soviétique ainsi que des Il-62 de Cubana et de CAAC.
Cubana avait continué à exploiter les deux vieux types d'appareils jusqu'à ce qu'en 2005 (mars et décembre) les deux premiers Il-96-300 (entre autres, l'avion présidentiel) s'y ajoutent. En avril 2006, un contrat a été signé portant sur la fourniture de deux IL-96-300 supplémentaires. CAAC, qui a été par la suite privatisée et s'appelle aujourd'hui Air China s'est entre-temps équipée d'avions européens et américains.
Entre 1988 et octobre 2013, 29 appareils de ce type ont été construits. A cette dernière date, 18 avions étaient en service dont 15 en Russie. Parmi ceux-ci, 6 avions de ligne Aeroflot ont été utilisés pour le trafic de passagers et trois avions de ligne Cubana sont toujours en service .

## Les versions

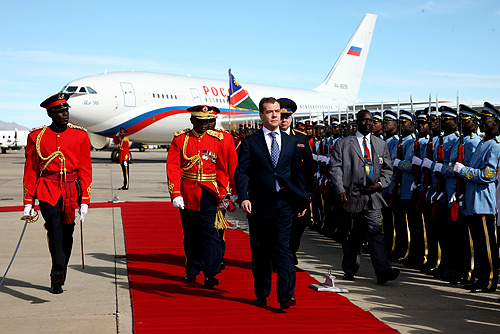
IL-96-300-PU du président russe Dimitri Medvedev lors de sa visite en Namibie en juin 2006.

### Il-96-300
La version de base de l'Il-96-300 est propulsée par quatre turboréacteurs à double flux Aviadvigatel PS-90A et peut emporter jusqu'à 300 passagers. L'avion présidentiel russe depuis Boris Eltsine est une version spéciale nommée Il-96-300PU (en russe : « Ил-96-300ПУ », PU signifiant « poste de commande », en russe : « пункт управления »), construite à quatre exemplaires. 
Il a été produit à 24 exemplaires. Cubana est la seule compagnie non-russe à exploiter l'appareil et Aeroflot a retiré ses quatre exemplaires reçus à partir de 1993 en 2014.

### Il-96M et Il-96T
L'Il-96M est une évolution de l'Il-96-300 (fuselage allongé de 9 m environ), équipée d'avionique occidentale et de moteurs Pratt & Whitney PW2337, pouvant emporter 375 passagers (en trois classes). L'Il-96T est une version cargo équipée d'une porte de 3,6 × 2,6 m dans la partie avant du fuselage.
Afin de rattraper son retard vis-à-vis de la concurrence occidentale en termes de consommation en carburant et de rentabilité de l'exploitation, Iliouchine travailla dès la fin du régime communiste en Union soviétique à l'évolution de l'Il-96, pour utiliser dans des domaines importants des technologies venues de l'ouest. La nouvelle variante était propulsée par quatre turboréacteurs à double-flux Pratt & Whitney PW2337 de 164,6 kN de poussée chacun. Le poste de pilotage avait été entièrement re-conçu pour intégrer une avionique numérique de Rockwell-Collins, qui rendait l'ingénieur navigant superflu. Le prototype choisi était l'Il-96-300 d'origine, allongé en conséquence et adapté aux spécifications de l'Il-96M. Il effectua son premier vol le 5 avril 1993.
Le premier Il-96T, qui était aussi le premier Il-96 de la série M/T, effectua son premier vol le 16 mai 1997. La certification russe fut prononcée en mars 1998, celle de la FAA en juin 1999. L'Il-96T devint ainsi le premier type d'avion russe officiellement certifié par la FAA.
Le projet fut en butte très tôt à des difficultés financières et dut être arrêté officiellement en 2001, après que la banque d'import-export américaine (Export-Import Bank of the United States) eut mis fin aux tractations sur le financement des systèmes d'avionique et de motorisation. À cette date-là, seuls les deux exemplaires cités plus haut existaient (Il-96M et Il-96T). À la suite de cette décision, les moteurs Pratt & Whitney déjà livrés et avionnés durent être rendus au fournisseur, et les contrats (portant entre autres sur dix-sept Il-96M et sur trois Il-96T destinés à Aeroflot) furent résiliés. Iliouchine décida alors de développer sur la base de l'Il-96M/T une nouvelle variante désignée Il-96-400(T), équipée de nouveau moteurs de fabrication russe.
Le prototype Il-96M reçut des moteurs Aviadvigatel PS-90A et sert de prototype sous la désignation Il-96-400.

### Il-96-400 & Il-96-400T
L'Il-96-400 est un Il-96M dont le fuselage a lui aussi été allongé de 9 mètres par rapport à l'Il-96-300. Il peut emporter jusqu'à 375 passagers en configuration trois classes. La version Il-96-400T (dérivée de l'Il-96T) est uniquement destinée au transport de fret (porte cargo de 3,6 x 2,6 m dans le fuselage avant).
Après la fin du projet d'occidentalisation, le nouveau prototype fut modifié et équipé de moteurs améliorés Aviadvigatel PS-90A1 d'une poussée de 171 kN. Il était d'abord prévu d'adapter en 2001 aux spécifications de l'Il-96-400T le seul Il-96T construit et de le livrer début 2002 à Atlant-Soyuz Airlines. Ce plan ne fut pas réalisé. Par suite de problèmes de financement, le projet subit un choc presque fatal lorsque Aeroflot décida d'acheter des McDonnell Douglas MD-11 d'occasion au lieu des Il-96-400T.
Début 2006 commença la production des premiers Il-96-400T qui devaient être livrés début 2007 aux deux clients de lancement Atlant-Soyuz Airlines et AirBridge Cargo (Volga-Dnepr Group of Companies) qui en avaient commandé respectivement deux et dix exemplaires. 
La compagnie Silk Way Airlines a également émis une lettre d'intention en 2006 portant sur dix avions de type Il-96-400T  sans qu'elle ne soit aussi suivie d'effet. Les premières commandes pour la version passagers ont été annoncées en août [Quand ?] lorsque le gouvernement du Zimbabwe déclara vouloir acheter cinq Il-96-400 pour la compagnie nationale Air Zimbabwe mais cela ne s'est pas concrétisé. Les deux de Silk Way Airlines immatriculée RA-96101 et RA-96102 ont été vendus à Polet Airlines qui les a opérés jusqu'en mi-2013 puis ils sont transférés à la force aérienne russe. Le RA-96102 est converti IL96-400T VPU, un poste de commandement aérien, de l’Escadron Aérien Spécial du Service fédéral de sécurité de la fédération de Russie.
Le ministère de la Défense russe indiqua en janvier 2006 qu'il envisageait de développer de futurs ravitailleurs stratégiques Il-96-400VT et -400VKP sur la base de l'Il-96-400T. On considère que le besoin représente vingt à quarante exemplaires et Iliouchine espère alors exporter environ soixante appareils vers la Chine et/ou l'Inde . Finalement, deux appareils désignés Il-96-400TZ sont commandés en février 2015 puis le contrat est annulé en 2018. Il devait s'agir d'avions convertis devant transférer plus de 65 t de carburant sur une distance de 3 500 km avec léquipement de ravitaillement universel pour l'aviation, UPAZ-1. 
En août 2006, Iliouchine annonça arrêter la fabrication de l'Il-96-300 dès que les derniers appareils commandés auraient été livrés et ne plus fabriquer que les versions Il-96-400 et Il-96-400T . Iliouchine pensait produire chaque année une dizaine d'Il-96 et des discussions étaient en cours avec Rolls-Royce pour utiliser des moteurs Trent afin d'augmenter les chances à l'exportation de l'appareil.

### Il-96-400M
À la suite des sanctions économiques des Occidentaux décidées avec l'annexion de la Crimée en 2014 et l'invasion de l'Ukraine par la Russie en 2022, les équipementiers occidentaux cessent nombre de coopérations avec les avionneurs russes qui doivent se rabattre sur des solutions nationales.
L'Il-96-400M modernisé dont le programme démarre en 2017 pourra transporter jusqu'à 350 passagers en configuration biclasse et jusqu'à 402 en configuration monoclasse grâce au fuselage allongé de 9,65 m.
Concernant d'autres changements, l'avion de ligne a reçu un moteur PS-90A1 plus puissant ainsi que des équipements de bord mis à jour. 
Le prototype effectue son premier vol le 1er novembre 2023.

### Il-96-550 (projet)
Projet datant des années 1990. Appareil à deux ponts pouvant emporter jusqu'à 550 passagers, destiné à faire concurrence à l'Airbus A380. On considère que le projet est abandonné.

### Il-98 (projet)
Depuis 1995 environ, Iliouchine essaie de développer un biréacteur appelé Il-98 destiné au transport de passagers et de fret sur la base de l'Il-96 . Pour sa motorisation, les moteurs Rolls-Royce Trent 800, Pratt & Whitney PW4000 et General Electric GE90 sont envisagés.
Notamment à la suite de l'échec définitif du programme jet Il-96M/T, un silence épais entourait ce projet et on le croyait abandonné. En février 2006 cependant, il fut confirmé qu'il était toujours d'actualité et qu'on était à la recherche de clients. Ceci découle des paroles de Valery Bezverkhny, vice-président d'IRKOUT et l'un des futurs dirigeants du groupe aéronautique russe (OAK) en cours de création et qui regroupe à partir de septembre 2006 toutes les activités industrielles des sociétés Iliouchine, IRKOUT, Yakovlev, MiG, Soukhoï et Tupolev. En 2021, on n'a plus écho de ce projet.

## Critiques

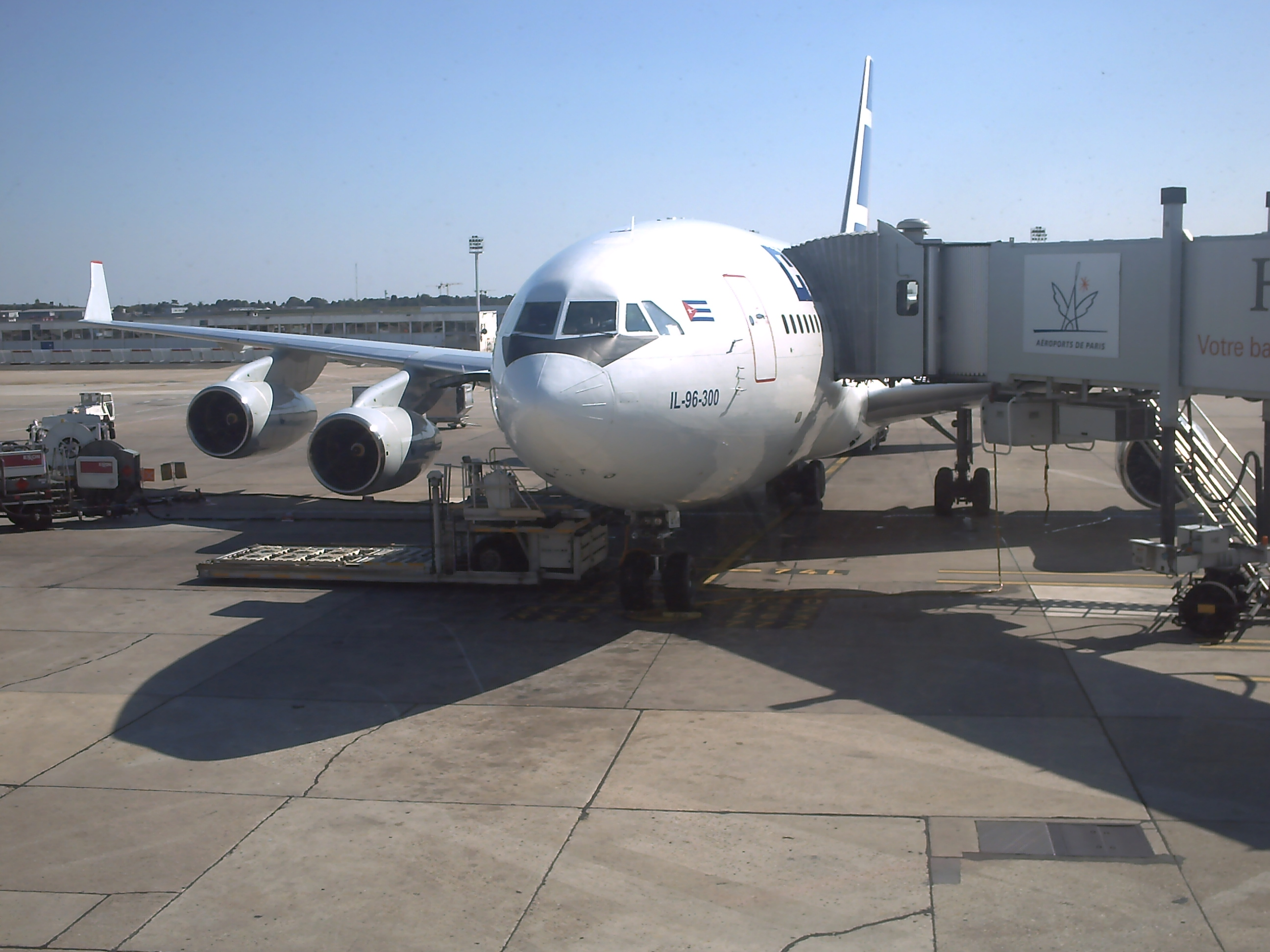
IL 96-300 de la compagnie aérienne Cubana à l'aéroport de Paris-Orly.

- La compagnie Pulkovo Airlines, concurrente d'Aeroflot et opérant à partir de l'aéroport Pulkovo de Saint-Petersbourg a annoncé[Quand ?] vouloir se débarrasser au plus vite de sa flotte composée d'Il-86 et d'Il-96 car les coûts d'exploitation seraient inacceptables en regard du faible nombre de passagers transportés sur les lignes intérieures russes.
- De début août 2005 jusqu'au 3 octobre 2005, tous les Il-96-300 ont été cloués au sol par suite d'incidents avec le système de freinage, notamment sur l'appareil du président Vladimir Poutine, à la suite de quoi le directeur de la production Vyatcheslav Salikov et l'ingénieur en chef du programme Il-96 Vyatcheslav Terentiev ont été démis de leurs fonctions.

## Fiche technique

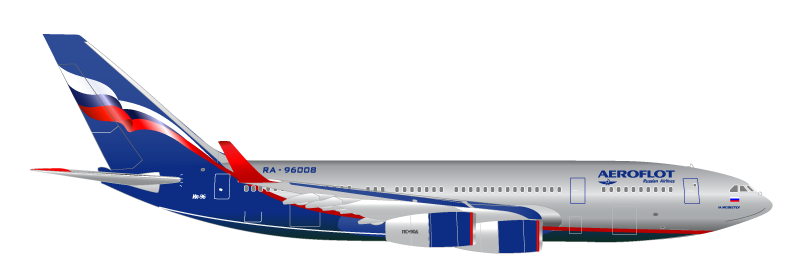
Iliouchine Il-96 aux couleurs de Aeroflot.

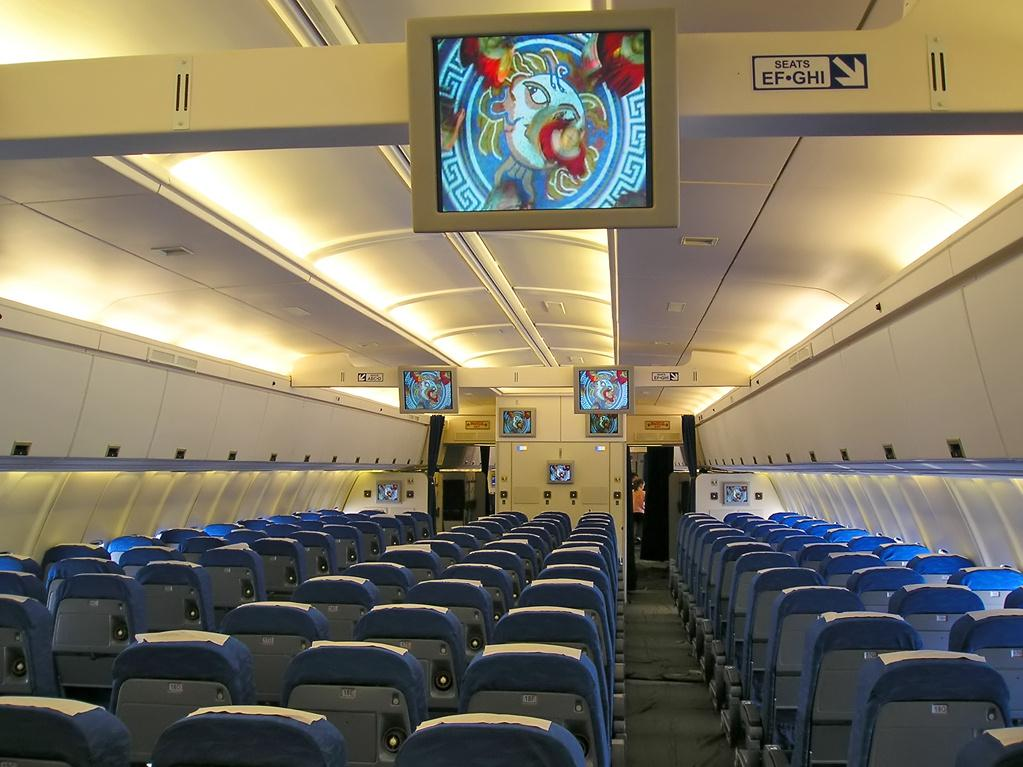
La cabine de la classe économique dans un Il-96 de Cubana.

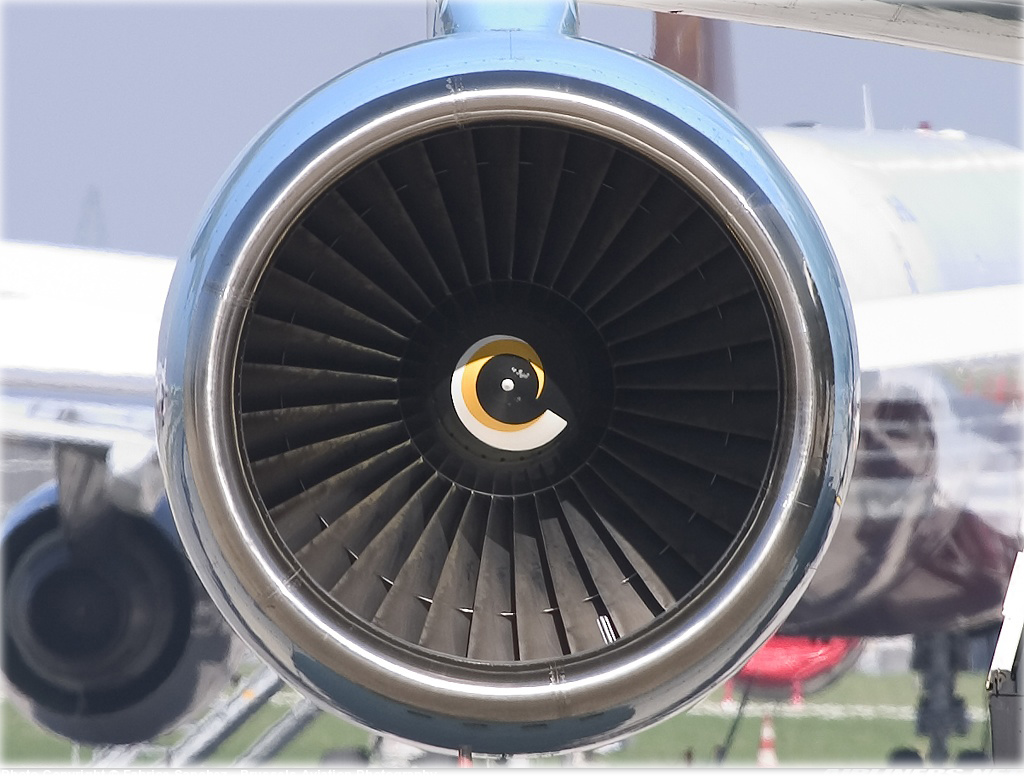
Moteur PS 90A de l'avion.

| Paramètres                                     | Il-96-300                              | Il-96M                                    | Il-96T                                    | Il-96-400                                                            | Il-96-400T                                                           |
| ---------------------------------------------- | -------------------------------------- | ----------------------------------------- | ----------------------------------------- | -------------------------------------------------------------------- | -------------------------------------------------------------------- |
| Longueur                                       | 55,3 m                                 | 64,7 m                                    | 63,9 m                                    | 63,9 m                                                               | 63,9 m                                                               |
| Envergure                                      | 57,6 m                                 | 60,1 m                                    | 60,1 m                                    | 60,1 m                                                               | 60,1 m                                                               |
| Hauteur                                        | 17,6 m                                 | 15,7 m                                    | 15,7 m                                    | 15,7 m                                                               | 15,7 m                                                               |
| Surface alaire                                 | 392 m2                                 | 392 m2                                    | 392 m2                                    | 392 m2                                                               | 392 m2                                                               |
| Masse maximale au décollage                    | 216 t                                  | 270 t                                     | 270 t                                     | 265 t                                                                | 265 t                                                                |
| Vitesse de croisière                           | 870 km/h                               | 870 km/h                                  | 870 km/h                                  | 870 km/h                                                             | 870 km/h                                                             |
| Nombre de passagers ou charge utile maxi.      | 300 / 262 / 235                        | 436 / 386 / 315                           | 92 t                                      | 436 / 386 / 315                                                      | 92 t                                                                 |
| Distance franchissable maxi.                   | 13 500 km                              | 11 500 km                                 | 9 700 km                                  | 12 000 km                                                            | 11 300 km                                                            |
| Distance franchissable avec charge utile maxi. | 9 000 km                               | 6 100 km                                  | 5 200 km                                  | 5 600 km                                                             | 4 800 km                                                             |
| Motorisation                                   | 4 Aviadvigatel PS-90A de 160 kN chacun | 4 Pratt & Whitney PW2337 de 170 kN chacun | 4 Pratt & Whitney PW2337 de 170 kN chacun | 4 turboréacteurs à double flux Aviadvigatel PS-90A1 de 171 kN chacun | 4 turboréacteurs à double flux Aviadvigatel PS-90A1 de 171 kN chacun |
| Distance de décollage mini.                    | 3 150 m                                | 2 600 m                                   | 2 600 m                                   | 2 700 m                                                              | 2 700 m                                                              |
| Distance d'atterrissage mini.                  | 2 100 m                                | 1 650 m                                   | 1 650 m                                   | 1 650 m                                                              | 1 650 m                                                              |
| Équipage (en poste de pilotage)                | 3                                      | 2                                         | 2                                         | 2                                                                    | 2                                                                    |